# Сиговое (озеро, исток Сиговой)
Сиговое — пресноводное озеро в Таймырском Долгано-Ненецком районе Красноярском крае России, в правобережье нижнего течения реки Енисей, в междуречье Енисея и Дудинки, западнее хребта Лонгдокойский камень, юго-западнее озера Поколко.

## Общие сведения
Высота над уровнем моря — 34 м. Площадь озера — 27,7 км², водосборная площадь — 114 км². Общая длина с севера на юг составляет около 11 км, ширина достигает 5,4 км в центральной части.

## Описание
Имеет близкую к треугольной форму. Река Сиговая, относящаяся к бассейну Енисея, протекает через озеро, впадая на северо-востоке и вытекая на юге. Два небольших острова в южной части. Берега пологие, покрытые лесо-тундровой растительностью и кустарником. Множество мелких озёр в окрестности. Населённые пункты на озере отсутствуют.